# Myotis austroriparius
Myotis austroriparius es una especie de murciélago de la familia Vespertilionidae.

## Distribución geográfica
Se encuentra sólo en los Estados Unidos.